# Galabintsi
Galabintsi (Bulgaars: Гълъбинци) is een dorp in de Bulgaarse gemeente Toendzja, oblast Jambol.

## Bevolking
Op 31 december 2019 telde het dorp Galabintsi 258 inwoners, vooral gepensioneerden. Het inwonersaantal is drastisch afgenomen vergeleken met het maximum van 1.889 personen in 1946.
|  |

Van de 364 inwoners reageerden 358 op de optionele volkstelling van februari 2011. Van deze 358 respondenten identificeerden 352 personen zichzelf als etnische Bulgaren (98,3%). Verder werden er 4 Roma (1,1%) en 2 ondefinieerbare personen (0,6%) geregistreerd.